# IC 3110
IC 3110 је спирална галаксија у сазвјежђу Ловачки пси која се налази на листи објеката дубоког неба у Индекс каталогу.
Деклинација објекта је + 37° 24' 1" а ректасцензија 12h 17m 44,8s. Привидна величина (магнитуда) објекта IC 3110 износи 16,0 а фотографска магнитуда 16,8. IC 3110 је још познат и под ознакама NPM1G +37.0353, PGC 3088320.